# Schizaspidia andamanensis
Schizaspidia andamanensis (лат.) — вид паразитических наездников рода Schizaspidia из семейства Eucharitidae.

## Распространение
Встречаются на Андаманских островах (Индия).

## Описание
Мелкие хальцидоидные наездники. Длина тела 3,5 мм. Основная окраска чрная с зелёноватым с отблеском и коричневыми отметинами. Отличается от всех других видов Schizaspidia следующими признаками: скутеллярные отростки развиты, короткие; мезоплеврон спереди с более или менее гладкой областью; поперечная тёмная полоса на передних крыльях отсутствует. Предположительно как и другие близкие виды паразитоиды личинок и куколок муравьев (Formicidae).
Вид был впервые описан в 1942 году вместе с Schizaspidia travancorensis, а его валидный статус подтверждён в ходе ревизии, проведённой в 1985 году индийским гименоптерологом Текке Куруппате Нарендраном (1944—2013; Калькуттский университет, Индия). Сходен с Schizaspidia sitarami, но у последнего более крупная скутеллярная вилка.